# فالتر هينز
فالتر هينز (بالألمانية: Walther Hinz) (ولد في 19. نوفمبر 1906 في شتوتغارت؛ وتوفي في 12 أبريل 1992 في غوتنغن) عالم ولغوي متخصص بالدراسات الفارسية وأستاذ جامعي ألماني.

## مؤلفات

### كتب
- مساهمة بطرس الأكبر في الثقافة العلمية والفنية في عصره ، بريسلاو 1933.
- صعود إيران إلى دولة قومية في القرن الخامس عشر . دي جروتر، برلين 1936.
- رحلة إيرانية . رحلة بحثية عبر بلاد فارس الحالية. برلين 1938.
- في بلاط الملك الفارسي العظيم (1684-1685) . أول كتاب من Amoenitates exoticae بقلم Engelbert Kaempfer. قدمه وحرره فالتر هينز (مصادر وأبحاث حول تاريخ الجغرافيا وعلم الأعراق البشرية)، لايبزيغ، 1940.
- الأوزان والمقاييس الإسلامية المحولة إلى النظام المتري . كتيب الدراسات الشرقية، ملحق. -vol. 1، H. 1، Leiden 1955 (2. طبعة 1970).
- زرادشت ، شتوتغارت 1961.
- إمبراطورية عيلام ، كولهامر، شتوتغارت 1964.
- الأبحاث والاكتشافات الإيرانية القديمة ، برلين 1969.
- اللغة الفارسية. كتاب تفسير العبارات الشائعة مفيد ، الطبعة الخامسة المنقحة بالكامل، برلين 1971 (الأصل: الفارسية . دليل للغة العامية، برلين، 1942).
- طرق جديدة في اللغة الفارسية القديمة ، فيسبادن 1973.
- اللغة الإيرانية القديمة من التقاليد الثانوية ، فيسبادن 1975.
- داريوس والفرس . تاريخ ثقافي للأخمينيين، مجلدان، بادن بادن 1976/1979.
- مع Heidemarie Koch : Elamite Dictionary ، 2 part، Berlin 1987.
- العملات الإسلامية في القرنين الحادي عشر والتاسع عشر قرن تحول إلى ذهب . مساهمة في التاريخ الاقتصادي الإسلامي، فيسبادن 1991.
- رؤى جديدة في خلق الله . ABC Verlag ، زيورخ 1991، ISBN 3-85516-008-2 .
- حول النقوش في سيناء ، في: مجلة الجمعية الشرقية الألمانية 141 (1991)، ص 16 - 32.

### المجلات
- شاه إسماعيل الثاني. مساهمة في تاريخ الصفويين . في: اعلانات ندوة اللغات الشرقية.2. القسم 36، 1933، الصفحات ZDB ، ZDB-ID 281701-9 .

## الأدب
- مايكل غروتنر: موسوعة السيرة الذاتية حول سياسة العلوم الاشتراكية القومية (= دراسات حول تاريخ العلوم والجامعات. المجلد 6). التزامن، هايدلبرغ 2004، ISBN 3-935025-68-8، ص 75-76.
- هانس روبرت رومر، Heidemarie Koch: Obituary for Walther Hinz ، In: Journal of the German Oriental Society 143 (1993)، p. 240 - 247 (مع صورة الشرف).

## روابط إنترنت
- نصوص عن فالتر هينز في فهرس مكتبة ألمانيا الوطنية
- Rüdiger Schmitt: HINZ, (A.) WALTHER. In: Ehsan Yarshater (Hrsg.): Encyclopædia Iranica. 22. März 2012 (englisch, iranicaonline.org [abgerufen am 16. September 2021] inkl. Literaturangaben).